# Parco nazionale di Zinave
Il parco nazionale di Zinave (in portoghese parque nacional do Zinave) è un parco nazionale che si trova nel centro del Mozambico. Istituito nel 1973, comprende un'area di transizione tra il clima tropicale umido e secco, a sud del fiume Save.